# Uzodinma Iweala
Uzodinma Iweala (Washington, 5 novembre 1982) è uno scrittore e medico statunitense di origini nigeriane.
Il suo romanzo d'esordio, Bestie senza una patria, da cui è tratto il film pluripremiato di Cary Fukunaga del 2014, Beasts of No Nation con Idris Elba, è una formazione del suo lavoro di tesi in scrittura creativa fatto ad Harvard sulla dura tematica dei bambini soldato in Africa, pubblicato nel 2005 che racconta di un bambino soldato in un paese africano senza nome. Il suo ultimo romanzo intitolato Speak No Evil, pubblicato nel 2018, mette in luce la vita di un ragazzo gay afroamericano di nome Niru.

## Biografia
Figlio del medico Ngozi Okonjo-Iweala, ha frequentato la St. Albans School di Washington D.C. e successivamente l'Harvard College dove si è laureato con lode in letteratura e lingua inglese e americana nel 2004. Mentre era ad Harvard Iweala ha vinto l'Hoopes Prize e il Dorothy Hicks Lee Prize per la miglior tesi di laurea e altri premi per la miglior scrittura creativa di racconti. Successivamente si è poi laureato presso la Columbia University al College of Physicians and Surgeons nel 2011 ed è stato membro del Radcliffe Institute for Advanced Study presso la Harvard University.